# Elyn Zimmerman
Elyn Zimmerman (Filadélfia, 16 de dezembro de 1945) é uma escultora americana conhecida por sua ênfase em projetos de grande escala e arte ambiental. Junto com esses trabalhos, Zimmerman exibiu desenhos e fotografias produzidas desde que seu mestrado em pintura e fotografia na Universidade da Califórnia (UCLA), em 1972. Seus professores incluíram Robert Heineken, Robert Irwin e Richard Diebenkorn .
Na década de 1970, Zimmerman criou uma série de instalações temporárias para exposições em museus e galerias. Alguns desses projetos foram apresentados no Museu de Arte Contemporânea de Chicago; Museu do Rio Hudson; Walker Art Center; Museu de Arte de Berkeley; Museu de Arte do Condado de Los Angeles; e o Museu Hirshhorn.
As esculturas permanentes de Zimmerman, iniciadas na década de 1980, vão desde peças de estúdio e encomendas privadas, até projetos de grande escala para locais públicos, universitários e corporativos.
Ela foi premiada com o Prêmio Isamu Noguchi de 2016, ao lado de Tadao Ando.

## Biografia
A carreira de Zimmerman como escultora começou quando ela retornou à Califórnia após uma viagem à Índia em 1977, onde foi profundamente inspirada pelos sítios arqueológicos que visitou. Essa viagem despertou seu interesse em fazer projetos ao ar livre e trabalhar com pedra. Ao retornar, ela foi convidada a fazer trabalhos temporários ao ar livre em locais como Artpark, Lewiston, NY; Jogos Olímpicos de Inverno de 1980, Lake Placid, NY; Museu de Arte Laguna Gloria, Austin, TX, e outros espaços. Como ela escreveu, a capacidade de experimentar novos materiais e aprender ao criar esses projetos temporários foi inestimável e deu-lhe confiança para criar as comissões permanentes que vieram depois.
Os projetos permanentes, iniciados em 1980, são reconhecidos pelo uso de elementos de pedra, água (refletores, fontes) e paisagísticos. Incluído entre essas obras públicas de grande escala está uma fonte para lembrar o atentado ao World Trade Center em 1993 na cidade de Nova York; o projeto do jardim de esculturas do Museu de Arte de Birmingham, Alabama; uma fonte e área de estar para a sede da AT&T em Nova Jersey; e o projeto da praça na sede da National Geographic em Washington, DC, com uma grande piscina cercada por pedregulhos de granito polido e natural.

### Influências iniciais
Durante seus anos de graduação na UCLA, Zimmerman teve aulas no programa de artes plásticas enquanto completava um bacharelado em psicologia perceptiva. Foi seu conhecimento nesta disciplina e seu interesse pela arte contemporânea que a levou a começar a trabalhar para Jim Turrell e Robert Irwin, fazendo pesquisas para seu projeto conjunto para a exposição Arte e Tecnologia no LACMA em 1967.
Trabalhando como estudante independente com Robert Heineken com fotografia e Richard Diebenkorn com pintura, ela foi aceita no programa de mestrado em 1968 e graduou-se em 1972.

Para compensar a escassez de museus interessados em arte contemporânea e a falta de galerias de arte, havia espaços alternativos de exposição de arte, como LACE e LAICA. Em 1962, a ArtForum foi fundada em San Francisco, e o Movimento de Arte Feminista começou em 1971 com raízes na CalArts. O LACMA deu início à primeira exposição museológica de Arte & Tecnologia, e gerou o que veio a ser chamado de LA Light and Space Movement, utilizando espaços não convencionais para expor projetos de artistas.
O trabalho de Zimmerman na pós-graduação foi influenciado por esse ambiente rico, bem como pelo jovem arquiteto com quem viveu durante esses anos. Ele estava no corpo de paz e viajou pela Índia, Nepal e Ásia Central. As imagens e influências culturais que ele compartilhou quando se conheceram alimentaram seu desejo de viajar e investigar o mundo ela mesma. Juntos, eles viajaram pelo sudoeste americano e para o México para ver sítios arqueológicos nativos americanos e pré-colombianos, bem como visitar a arquitetura moderna progressiva.
Entre seus anos de graduação e pós-graduação, Zimmerman trabalhou em diversos cargos. Ela era assistente de estúdio em meio período para vários artistas até ser contratada para trabalhar na Columbia Records, em Hollywood, como assistente do designer-chefe no departamento de arte. Ela deixou o emprego quando chegou uma oferta do escritório de Charles e Ray Eames, em Veneza, para ser a assistente do fotógrafo da casa e administrar sua câmara escura.

### Influências posteriores
Zimmerman e Kirk Varnedoe começaram uma correspondência em 1975, depois que ele escreveu um artigo entusiasmado sobre o desenho e a peça fotográfica que ela expôs na Whitney Biennial de 1974. Ela estava em NYC em 1976 para instalar um projeto no PS1 quando eles se encontraram para tomar um café, a partir daí começaram um relacionamento à distância. Em 1977, Zimmerman mudou-se para Nova York, onde ela e Varnedoe dividiram um loft no recém-nomeado bairro de Tribeca. Eles se casaram em 1983. Ele era professor de história da arte no Instituto de Belas Artes da NYU e ela dava aulas de estúdio na SUNY Purchase. O profundo conhecimento de Varnedoe da história da arte ocidental e seu talento amplamente celebrado para transmitir essas informações a estudantes, colegas e amigos enriqueceram a compreensão e a apreciação de Zimmerman por essas tradições. Por outro lado, seus estudos de história da arte oriental, sua residência no Japão e viagens à Índia e à China tornaram-se novos interesses dele.
Em 1979, o Fundo Nacional Para as Artes iniciou um novo programa chamado Art in Public Places. Projetos financiados pelo governo foram obrigados a usar uma porcentagem dos fundos para obras de arte específicas para esse projeto em questão. Zimmerman foi premiada com um dos primeiros desses projetos em 1979, para Fort Lincoln Park em Washington, DC. Embora o projeto nunca tenha sido realizado, iniciou seu relacionamento com a Cold Spring Granite Company em Cold Spring. Esta se tornaria sua principal fonte de materiais de pedra por mais de 30 anos.
Quando a National Geographic Society selecionou David Childs, da SOM, para projetar sua nova sede em Washington, DC, seu escritório procurou artistas que trabalhavam com pedra. Esta se tornou a primeira encomenda substancial de Zimmerman, reforçando seu desejo de buscar esse tipo de arte e aprender mais sobre todos os aspectos da criação de projetos públicos ao ar livre, incluindo: métodos de construção, requisitos paisagísticos, práticas de construção sustentável e fontes de materiais. Foi depois de passar um tempo considerável em pedreiras que ela se interessou em também fazer esculturas de pedra menores e mais íntimas.

## Obras selecionadas

### Projetos públicos
- 1984 Marabar, National Geographic Society, Washington, D.C. Plaza com piscina e pedregulhos de granito. O jardim circundante inclui vários pedregulhos de granito.
- Terreno de 1987, Centro Internacional O'Hare, adjacente ao aeroporto O'Hare, Chicago, IL. Encomendado por Hawthorn Realty Group & Melvin Simon & Associates.
- 1991 First Market Plaza, First Market Tower Plaza, 525 Market St. San Francisco, CA. Encomendado pela Tishman/Speyer e pela San Francisco Arts Commission.
- 1994 Sem título, Centro de Conferências, Sede da AT&T, Basking Ridge, NJ.

- 1995 Sem título, World Trade Center, Nova York. Em memória do bombardeio do World Trade Center. (Destruído em 11 de setembro de 2001) [17]
- 2004 Wa Marafiki Mkusanyiko (Assembly of Friends), Embaixada dos EUA, Dar es Salaam, Tanzânia. Encomendado pelo Departamento de Estado dos EUA e Fundação de Arte e Preservação em Embaixadas.
- 2008 Arcos Suspensos, Parque Olímpico, Pequim, China. Encomendado pelo Comitê Olímpico de Pequim 2008.
- 2010 Capsouto Park, Encomendado pelo Departamento de Parques de Nova York, Comissão Art Tribeca Park e Fundo do Prefeito. Um esforço colaborativo do artista e Gail Wittwer-Laird do NYC Parks Depart. Este parque de um acre delimitado por Laight, Canal (através do Canal da Praça Juan Pablo Duarte ) e ruas Varick apresenta paisagem, assentos e um 'canal' de pedra e água de 120' de comprimento x 10' de largura do artista.

### Comissões de escultura
- 1982 Shunyata, residência particular, Oakbrook, IL
- 1991 Portal Meidum, residência particular, Amagansett, NY
- 1992 Morbihan, Coleção de Arte General Mills, Minneapolis, MN
- 1995 Ágata, Residência Privada, Darien, CT
- 2006 Archeos, residência privada, Kent, NY

## Exposições selecionadas
Elyn Zimmerman expõe há mais de 40 anos na Europa, Austrália, Japão e Estados Unidos. Incluindo, mas não limitado às seguintes exposições:
- 1974 Whitney Biennial, Whitney Museum of American Art, Nova York
- 1976 2ª Bienal de Sydney, Galeria de Arte de Nova Gales do Sul, Austrália
- 1979 Custom & Culture Part II, US Customs House, Nova York
- 1979 Eight Artists: The Elusive Image, Walker Art Center, Minneapolis
- 1980 California Sculpture 1975-80, Museu de Arte de San Diego, CA
- 1980 Desenhos: The Pluralist Decade, Bienal de Veneza, EUA, Veneza, Itália; & Institute of Contemporary Art, Filadélfia
- 1980 Architectural Sculpture, LAICA, Los Angeles
- 1981 Window Room Furniture, Houghton Gallery, Cooper Union, Nova York (também Tóquio e Osaka, Japão)
- 1982 Shift LA/NY, Newport Harbor At Museum, Newport Beach
- 1982 Projeto Palisades, Museu do Rio Hudson, Yonkers
- 1985 Arte, Arquitetura e Paisagem, Museu de Arte Moderna de São Francisco, CA
- 1986 Escultura para Espaços Públicos, Galeria Marisa Del Re, Nova York
- 1987 Layers of Vision, Galeria Bette Stoler, Nova York
- 1988 Private Work for Public Spaces, RC Erpf Gallery, Nova York
- 1990 Concept - Decoratif: Anti-formalist Art of the 70's, Nahan Contemporary Gallery, Nova York
- 1991 Elyn Zimmerman, Museu de Arte Contemporânea, Universidade do Sul da Flórida, Tampa
- 1996 Elyn Zimmerman, Gagosian Gallery, Nova York
- 1996 Décimo Aniversário, Parque de Esculturas de Sócrates, Long Island City, NY
- 1996 Some Grids, LA County Museum of Art, Los Angeles
- 1998 Urban Visions, Addison Gallery of American Art, Andover, MA
- 2000 Esculturas Ambientais, Dorsky Gallery, Nova York
- 2001 Elyn Zimmerman: Novos Desenhos, Gagosian, Nova York
- 2003 Elyn Zimmerman: Fotografias, Gagosian, Nova York
- 2010 Impressionismo Contemporâneo: Luz, Cor, Forma, Tempo, LA Art House, CA
- 2010 Artpark: 1974-1984, UB Art Gallery, Center for the Arts, Buffalo
- 2015 Master Drawings New York, Barbara Mathes Gallery, Nova York

## Coleções selecionadas
Coleções públicas e corporativas selecionadas incluem: Museu de Arte do Condado de Los Angeles, Los Angeles; Museu de Arte Moderna de Nova York; Museu de Arte de Nova Orleans, Nova Orleans; Museu Whitney de Arte Americana, Nova York; Telfair Museum Jepson Center, Savannah; Museu de Arte de Birmingham, Birmingham; Instituto de Estudos Avançados, Princeton; Galeria Addison de Arte Americana, Andover; AT&T Corporation, Basking Ridge; Museu Britânico, Londres; Chase Manhattan Bank Corporation, Nova York; Jardim de Esculturas da Vinícola Clos Pegase, Napa Valley; Commodities Corporation, Princeton; Equitable Corporation, Nova York; Jardim de Esculturas General Mills, Minneapolis; Coleção Corporativa Goldman Sachs, Nova York; Coleção Henry Buhl, Nova York; Coleção Kramarsky, Nova York.

## Prêmios
- 1976 Artist Fellowship Grant, National Endowment for the Arts
- Prêmio de Novos Talentos de 1976, Museu de Arte do Condado de Los Angeles, CA
- 1980 Artist Fellowship Grant, National Endowment for the Arts
- 1980 CAPS Artist Fellowship Grant, NY
- 1981 Japão - US Creative Artist Exchange Fellowship, Residência no Japão
- 1982 Artist Fellowship Grant, National Endowment for the Arts
- 1985 ASLA - Capítulo de Maryland para National Geographic Society Plaza, Washington DC
- 1986 Bessie Award - Cenário para "Memory Theatre of Giulio Camillo", Creative Time, NYC
- 2007 Excelência em Design para Capsouto Park, Art Commission of the City of New York
- 2010 Great Places in America Award/Public Spaces, The Charles Ireland Sculpture Garden, Birmingham Museum of Art
- 2010 Resident American Academy em Roma (RAAR '10) Residência Roy Lichtenstein
- 2015 Melhores Espaços Públicos Abertos de São Francisco, CURBED/SF
- Prêmio Isamu Noguchi 2016, Museu Noguchi, Long Island City, NY

## Monografias
- 2015 Elemental / Elyn Zimmerman Works on Paper . Milão: Carta.
- 2017 Elyn Zimmerman: Lugares + Projetos 40 Anos . Hamilton, NJ: Fundamentos para Escultura.